# Les Nôtres (film, 2020)
Pour les articles homonymes, voir Les Nôtres.
Pour plus de détails, voir Fiche technique et Distribution.
Les Nôtres est un film québécois réalisé par Jeanne Leblanc sorti en 2020. 
Le 13 mars 2020, jour de sa sortie en salle au Québec, le gouvernement québécois déclare l'urgence sanitaire due à la pandémie de Covid-19 ce qui occasionne,  trois jours plus tard, l'arrêt de l'exploitation commerciale du film en salle. Quatre jours après cet arrêt, le film est mis en disponibilité par vidéo à la demande.

## Synopsis
Dans un petit village québécois (Sainte-Adeline, fictif), Magalie Jodoin, jeune adolescente de 13 ans, tombe enceinte. La communauté en sera ébranlée.

## Fiche technique
- Titre original : Les Nôtres
- Titre anglais : Our Own
- Réalisation : Jeanne Leblanc
- Scénario : Judith Baribeau, Jeanne Leblanc
- Musique : Marie-Hélène L. Delorme
- Direction artistique : Éric Barbeau
- Costumes : Marjolayne Desrosiers
- Coiffure : Daniel Jacob
- Photographie : Tobie Marier Robitaille
- Son : Stéphan Roy, Jean-Sébastien Beaudoin Gagnon, Patrice Leblanc et Stéphane Bergeron
- Montage : Aube Foglia
- Production : Marianne Farley, Benoit Beaulieu
- Société de production : Slykid & Skykid
- Société de distribution : Maison 4:3
- Budget : 2,2 millions de dollars[1]
- Pays de production :  Canada
- Langue originale : français
- Format : couleur — format d'image : 2,39:1
- Genre : drame
- Durée : 103 minutes
- Dates de sortie :
  - Canada : 26 février 2020 (première en ouverture des 38es Rendez-vous Québec Cinéma au cinéma Impérial à Montréal)[2]
  - Canada : 13 mars 2020 (sortie en salle au Québec)
  - Canada : 20 mars 2020 (VOD)
  - États-Unis : 1er octobre 2020 (Festival du film de Nashville)
  - Royaume-Uni : 3 novembre 2020 (Festival de Raindance)

## Distribution
- Émilie Bierre : Magalie Jodoin
- Marianne Farley : Isabelle Jodoin
- Judith Baribeau : Chantal Grégoire
- Paul Doucet : Jean-Marc Ricard
- Marie-Ginette Guay : Mme Tremblay
- A. Patrice Moreau : disc jockey
- Florence Patry-Jacques : enfant du village et du chœur

## Récompenses et nominations

### Récompenses
- 2020 : Festival du film de Santa Fe (SFiFF), 12e édition, Meilleur long métrage narratif[3]

### Nominations
- 2020 : Guilde canadienne des réalisateurs, Contribution exceptionnelle à la réalisation d'un long métrage : Jeanne Leblanc[4]
- 2020 : Festival du film de Nashville, Meilleur long métrage narratif : Jeanne Leblanc[5]